# 1993年臺中縣第三選舉區國民大會代表缺額補選
中華民國第二屆國民大會代表臺中縣第三選舉區缺額補選，為中華民國臺中縣第三選舉區原任國民大會代表張文儀於1993年2月1日轉任第二屆立法委員、楊嘉猷為競選第十二屆臺中縣縣長而於同年7月21日辭職後所進行的選舉，此次選舉於1993年10月2日舉行。
全體當選人依照國民大會組織法修正後第4條第1項的新規定，於1993年10月14日宣誓就職。

## 候選人與競選過程
中國國民黨提名臺中黑派蘇秀姃、臺中紅派吳政彥參選，民主進步黨提名周家齊參選。
無黨籍人士黃金獅雖登記參選，但公職人員選舉罷免法第35條第4項規定現任公務人員不得在其任所所在地，申請登記為國民大會代表候選人，因此不符合候選資格。

## 選舉結果
| 1        | 蘇秀姃   | 中國國民黨    | 36,278票 | 34.50%                        | 當選                          |
| 2        | 周家齊   | 民主進步黨    | 34,566票 | 32.87%                        | 當選                          |
| 3        | 吳政彥   | 中國國民黨    | 34,302票 | 32.62%                        |                               |
| 選舉日期 | 選舉日期 | 1993年10月2日 | 選舉人數 | 217,286人                     | 217,286人                     |
| 投票率   | 投票率   | 49.46%        | 投票人數 | 有效：105,146人 無效：2,313人 | 有效：105,146人 無效：2,313人 |